# Меггі Вілер
Меггі Вілер (англ. Maggie Wheeler), до шлюбу Дже́йкобсон; нар. 7 серпня 1961, Мангеттен, Нью-Йорк, США) — американська акторка. Найбільш відома роль: Дженіс Літман в серіалі «Друзі» (1994—2004).

## Кар'єра
У 1980 році Джейкобсон займалась озвучкою мультсеріалу «SilverHawks», де озвучувала майже всі голоси, особливо добре вдавались висока тональність злодійки Мелодія і незмінна героїня Steelheart / Емілі Гарт.
Маргарет подавалась на роль Моніки Геллер у серіалі «Друзі». Хоч вона і не отримала роль, але була запрошена грати Дженіс Літман, подружку одного з головних героїв серіалу Чендлера Бінга. Крім того, вона подавалась на роль Дебори Бароне в сіткомі «Усі люблять Реймонда». CBS віддала роль Патриції Хітон, а Меггі зіграла Лінду, подружку Дебори.
Зіграла в першому сезоні серіалу «Еллен». З'явилась у популярному комедійному серіалі «Сайнфілд» у ролі подруги Елейн Сінтії. Працювала у багатьох інших популярних телешоу, таких як «Дрейк і Джош», «Швидка допомога», «Секретні матеріали», «Війна у домі», «Вілл і Грейс», «Джек і Джилл» і «Як я зустрів вашу маму».
У 1997 році озвучила заміну Гарлі Квінн в епізоді «Мільйони Джокера» мультсеріалу «Бетмен». У 1998 році знялась у фільмі студії Walt Disney «Пастка для батьків». У 2005 році Вілер знялась в пілоті серіалу Девіда ДеЛуїса «The Sperm Donor». Озвучувала Оділь в «Барбі: Лебедине озеро», а в 2010 озвучувала Тринет у двох епізодах серіалу «Арчер», на каналі FX.

## Особисте життя
Зустрічалась з Девідом Духовни до того, як він одружився з Теї Леоні. Одружена з Даніелем Борденом Вілером, має двох доньок.

## Фільмографія

### Роботи в кіно
| Рік  | Назва                            | Роль                  |
| ---- | -------------------------------- | --------------------- |
| 1982 | Soup for One                     | Медсестра             |
| 1983 | Portfolio                        | Асистентка хореографа |
| 1989 | New Year's Day                   | Люсі                  |
| 1990 | Mortal Sins                      | Марі                  |
| 1993 | Sexual Healing                   | Сьюзан                |
| 1998 | «Пастка для батьків»             | Марва Кульп           |
| 2007 | Waking Dreams                    | Джені                 |
| 2015 | The 3 Tails: A Mermaid Adventure | Марія                 |
| 2019 | Родина Адамсів                   | Труді Пікерінг        |
| 2025 | Людопес                          | ріелтор               |

### Роботи на телебаченні
| Рік                            | Назва                        | Епізод | Роль                            |
| ------------------------------ | ---------------------------- | --- | ------------------------------- |
| 1990                           | Арчер                        | «The Good Human Bar» | Пола Лайтс                      |
| 1991                           | Dream On                     | «So Funny I Forgot to Laugh» | Бонні Декер                     |
| 1992                           | Сайнфелд                     | «The Fix-Up» | Синтія                          |
| 1992                           | Civil Wars                   | «Mob Psychology» | ?                               |
| 1992                           | Doogie Howser, M.D.          | «The Patient in Spite of Himself» | Елена Спенсер                   |
| 1993                           | Danger Theatre               | «Phantom of Fashion» | Шарлотт Рейв                    |
| 1994                           | Друзі                        | «The One With The Candy Hearts» | Дженіс                          |
| 1994                           | Цілком таємно                | «Born Again» | Шерон Лазар                     |
| 1995                           | Pride & Joy                  | «Terror at 30,000 Feet» | Flight attendant                |
| 1996                           | Усі люблять Реймонда         | «I Love You» | Лінда                           |
| 1996                           | Усі люблять Реймонда         | «Standard Deviation» | Лінда                           |
| 1996                           | Друзі                        | «The One With Barry and Mindy's Wedding»                                                                                                 | Дженіс                          |
| 1997                           | Усі люблять Реймонда         | «The Letter» | Лінда                           |
| 1997                           | The New Batman Adventures    | «Joker’s Millions» | псевдо-Харлі                    |
| 1998                           | Друзі                        | «The One with All the Rugby» | Дженіс                          |
| 1998                           | The Love Boat: The Next Wave | «True Course» | Сінді                           |
| 1999                           | Друзі                        | «The One with Chandler’s Work Laugh» | Дженіс                          |
| 1999                           | Усі люблять Реймонда         | «The Will» | Лінда                           |
| 2000                           | Усі люблять Реймонда         | «The Tenth Anniversary» | Лінда                           |
| 2000                           | Друзі                        | «The One with Ross’s Library Book» | Дженіс                          |
| 2000                           | Друзі                        | «The One with Unagi» | Дженіс (голос)                  |
| 2000                           | Pepper Ann                   | «The Great Beyond» | Леді Астор і ветлікарка (голос) |
| 2001                           | Джек і Джилл                 | «Crazy Like a Fox, Hungry Like the Wolf»                                                                                                 | Кірстен Мосс                    |
| 2001                           | Джек і Джилл                 | «Bag Full of Love» | Кірстен Мосс                    |
| 2002                           | Вілл і Грейс                 | «Dyeing Is Easy, Comedy Is Hard» | Поллі                           |
| 2002                           | Justice League               | «Fury: Part 1» | Антіопа (голос)                 |
| 2002                           | Друзі                        | «The One With the Fertility Test» | Дженіс                          |
| 2002                           | Justice League               | «Fury: Part 2» | Пожежник (голос)                |
| 2002                           | Друзі                        | «The One Where Rachel Has a Baby: Parts 1 & 2»                                                                                           | Дженіс                          |
| 2002                           | Усі люблять Реймонда         | «Counseling» | Лінда                           |
| 2002                           | Усі люблять Реймонда         | «Who Am I?» | Лінда                           |
| 2004                           | Друзі                        | «The One Where Estelle Dies» | Дженіс                          |
| 2006                           | The War at Home              | «A Lower Middle Upper Middle Class Problem»                                                                                              | Мінді                           |
| 2007                           | Як я зустрів вашу маму       | «Dowisetrepla» | Маргарет                        |
| 2010                           | Арчер                        | «Training Day» | Трінет (голос)                  |
| 2013                           | Californication              | \| «The Abby» \| \| «Everybody's a Fucking Critic» \| \| «Rock and a Hard Place» \| \| «Hell Bent for Leather» \| \| «The Unforgiven» \| | Офелія                          |
| 2015                           | I Didn't Do It               | Episode: "The Bite Club" | Ворожка                         |
| 2016                           | Maron                        | Episode: "Shrink and Kink" | Стеф                            |
| 2021                           | Друзі: Возз'єднання          | Спеціальний епізод | у ролі самої себе               |
| «The Abby»                     |                              | |                                 |
| «Everybody's a Fucking Critic» |                              | |                                 |
| «Rock and a Hard Place»        |                              | |                                 |
| «Hell Bent for Leather»        |                              | |                                 |
| «The Unforgiven»               |                              | |                                 |